# Neolithocolletis hikomonticola
Neolithocolletis hikomonticola là một loài bướm đêm thuộc họ Gracillariidae. Nó được tìm thấy ở Nhật Bản (Kyushu).
Sải cánh dài khoảng 5,5 mm.
Ấu trùng ăn Pueraria lobata. Chúng ăn lá nơi chúng làm tổ.